# Emichsburg (Odenwald)

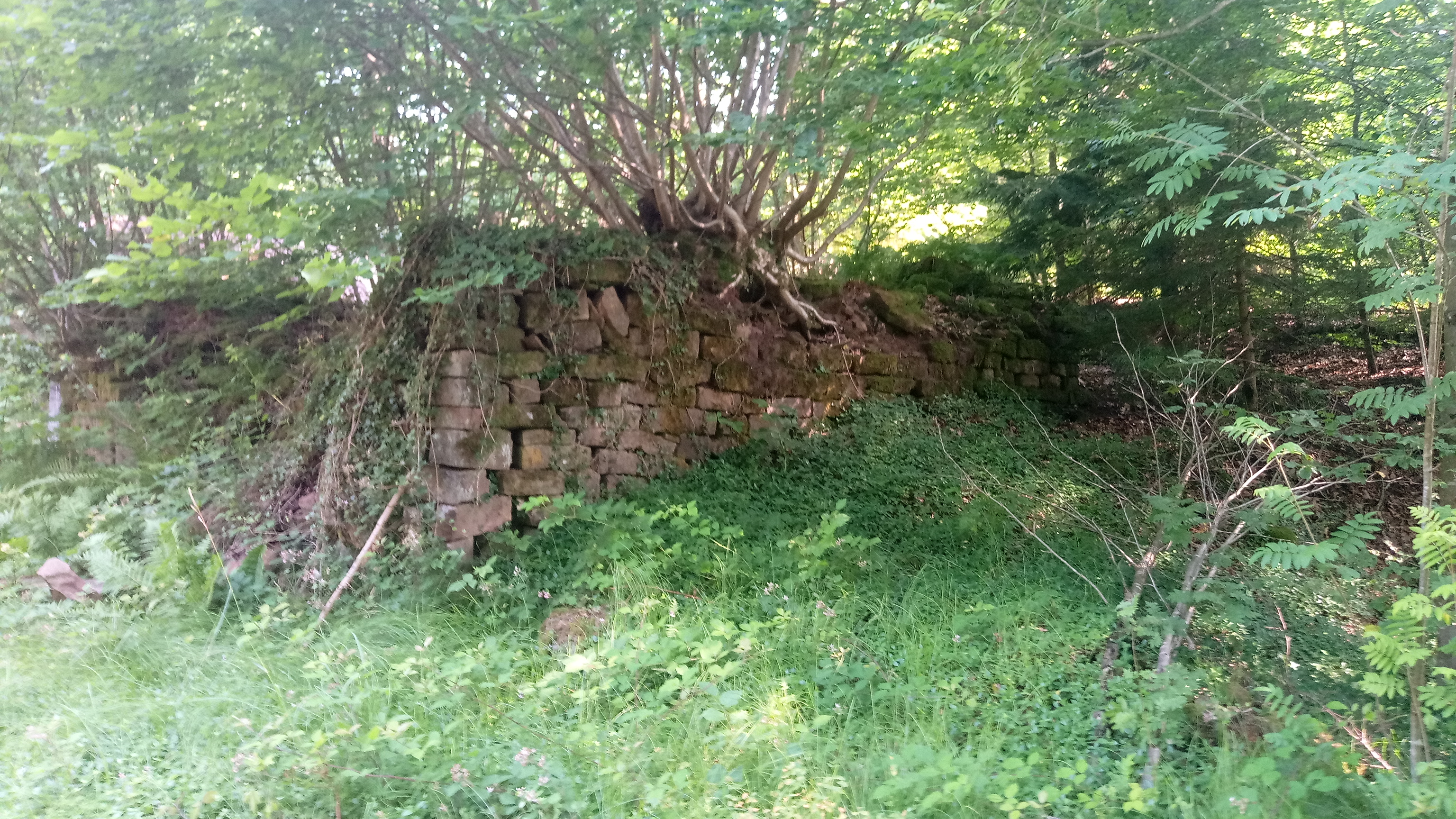
Mauerreste der Ruine Emichsburg

Die Emichsburg ist die Ruine eines Jagdschlosses auf 493 m ü. NHN in einem Wald östlich der Stadt Eberbach im Rhein-Neckar-Kreis in Baden-Württemberg. Sie liegt oberhalb der Burg Eberbach und unterhalb des Katzenbuckels.
Das Jagdschloss wurde 1828 von Fürst Karl von Leiningen erbaut. Benannt wurde das Gebäude nach der Emichsburg bei Bockenheim (Pfalz), die ein altes leiningisches Besitzstück war. Nach der Hochzeit des Fürsten wurde das Haus 1829 vergrößert und bekam 1830 einen turmartigen Aufbau. Seit 1840 war die Emichsburg nicht mehr bewohnt und wurde 1844 teilweise abgebrochen. Die zunächst erhalten gebliebenen Bauteile Turm und Küchenbau wurden während der Revolution im Jahre 1848 geplündert. In der zweiten Hälfte des 19. Jahrhunderts wurde die Anlage endgültig aufgegeben.
Bei dem ehemaligen Jagdschloss handelte es sich um eine kleine Anlage mit burgähnlicher Befestigung, von der nur noch ein Turmstumpf mit Mauerresten zu sehen sind. Auf den Resten wurden ein Jagdhaus und ein Schuppen errichtet, die mittlerweile verfallen.
1833 wurde unweit der Emichsburg letztmals ein Luchs im Odenwald geschossen.